# Dysart and Others (Ontario)
Dysart and Others – gmina (ang. township) w Kanadzie, w prowincji Ontario, w hrabstwie Haliburton.
Powierzchnia Dysart and Others to 1473,87 km². Według danych spisu powszechnego z roku 2001 Dysart and Others liczy 4924 mieszkańców (3,34 os./km²).